# Jack Hayward
Sir Jack Arnold Hayward OBE (* 14. Juni 1923 in Wolverhampton; † 13. Januar 2015 in Fort Lauderdale, Florida) war ein britischer Geschäftsmann und vor allem als Vorsitzender, Eigentümer und Mäzen des englischen Fußballvereins Wolverhampton Wanderers bekannt. Der Bauunternehmer, dessen Vermögen die Sunday Times 2008 auf 160 Millionen Pfund schätzte, war nach seinem Rückzug aus dem operativen Geschäft im Jahr 2006 „Präsident auf Lebenszeit“ bei den Wolves.

## Privat- und Geschäftsmann
Der in Wolverhampton geborene Jack Hayward besuchte zunächst die Northaw Preparatory School und später die Stowe School – eine renommierte Privatschule in Buckingham. Während des Zweiten Weltkriegs diente er ab 1941 in der Royal Air Force und wurde in Clewiston, Florida zum Piloten ausgebildet. Auf dem Südostasiatischen Kriegsschauplatz flog er für die 671. RAF-Staffel eine C-47 und verließ die Einheit 1946 wieder als Leutnant.
Sein Vater Sir Charles Hayward CBE baute in den 1950er Jahren neue geschäftliche Aktivitäten auf den Bahamas auf, die damals zum britischen Empire gehörten. Als auch Jack Hayward 1956 in der Stadt Grand Bahama zur Familie stieß, wurde er Vizepräsident der dortigen Hafenbehörde und war maßgeblich an der Errichtung der Freihandelszone Freeport beteiligt. Später übernahm er die Geschäfte seines Vaters und war bis zu seinem Tod an Bauvorhaben in Freeport beteiligt. Dort wurde mit der „Jack Hayward High School“ auch eine Schule nach ihm benannt.
Hayward finanzierte den Kauf der Insel Lundy und übergab diese dem National Trust. Zusätzlich stiftete er Geld für Restaurierungsarbeiten an dem ersten Eisenschiff, der SS Great Britain. Für seine gemeinnützigen Aktivitäten schlug ihn Elisabeth II. 1986 zum Knight Bachelor, nachdem er bereits 1968 las Officer in den Order of the British Empire aufgenommen worden war. Zu seinen Benefizprojekten gehören weiterhin Reparaturarbeiten am „King Edward VII Memorial Hospital“ auf den Falkland-Inseln.
Vor seinem Engagement für die „Wolves“ trat er als Sponsor für die englische Frauen-Cricket-Nationalmannschaft in Erscheinung. Dabei finanzierte er die Tourneen über die Westindischen Inseln in den Spielzeiten 1969/70 und 1970/71. Dazu unterstützte er 1973 die erste Frauen-Cricketweltmeisterschaft, die sogar zwei Jahre vor einer Männer-Weltmeisterschaft stattfand.
Hayward bekam mit Rick und Jonathan zwei Söhne, die beide für ihn bei den Wolves aktiv waren. Jonathan Hayward, dessen Engagement von 1990 bis 1997 andauerte, wurde 1999 von seinem Vater in einem landesweit beachteten Gerichtsverfahren der Veruntreuung von 237.400 Pfund beschuldigt – beide Parteien einigten sich später außergerichtlich. Der ältere Sohn Rick übernahm 2003 von seinem Vater den Vereinsvorsitz, trat aber 2006 von diesem Posten wieder zurück. Nach der Übernahme des Klubs durch Steve Morgan berief dieser Jack Haywards Enkel Rupert auf einen Direktorenposten, der jedoch nur ein Jahr in dieser Funktion verblieb.

## Wolverhampton Wanderers
Im Mai 1990 kaufte Jack Hayward den Fußballverein Wolverhampton Wanderers für 2,1 Millionen Pfund von den Gallagher Estates auf, wurde alleiniger Eigentümer des Klubs, dem er bereits seit seiner Kindheit angehangen hatte, und übernahm den Vorstandsvorsitz. Zu seinen ersten Amtshandlungen gehörte, dass er seinen Sohn Jonathan und die ehemalige Spieler-Legende Billy Wright in das Board of Directors aufnahm. Während seiner 17 Jahre andauernden Regentschaft investierte er große Summen seines Privatvermögens in den Umbau des Molineux Stadium und mit weiteren Spielereinkäufen und infrastrukturellen Ausgaben addierten sich die Ausgaben nach Medienberichten auf schätzungsweise 40 Millionen Pfund – die Spanne der diesbezüglichen Mutmaßungen reicht von 20 bis 60 Millionen Pfund. Das im Jahr 2005 eröffnete Trainingsgelände trägt wie der „Sir Jack Hayward Way“ ab 2003 (früher: „Molineux Way“) in der Nähe des Molineux-Stadions seinen Namen.
Das Langzeitziel, den Klub wieder zu einem der führenden englischen Fußballvereine zu etablieren, gelang ihm nur teilweise. Er beschäftigte sieben verschiedene Trainer und verhalf den „Wolves“ lediglich zu einer Spielzeit in der Premier League (2003/04). Dessen ungeachtet gelang es ihm, einige Spieler zu verpflichten, die ohne seine Hilfe außerhalb der finanziellen Möglichkeiten der meisten nicht-erstklassigen englischen Klubs waren. In seiner Funktion als heimatverbundener Mäzen stabilisierte er aber den in den 1980er Jahren noch mit dem vollständigen Aus bedrohten Verein und erwarb sich dadurch einen hohen Grad an Anerkennung. Nachdem im September 2003 die Suche nach einem neuen Eigentümer noch vergeblich gewesen war, übergab er nach seinem Rücktritt als Vorsitzender 2006 im August 2007 endgültig die Klubgeschicke für die symbolische Summe von zehn Pfund – gekoppelt an eine Investitionszusage von 30 Millionen Pfund – an den Geschäftsmann Steve Morgan.
Obwohl Hayward danach keinem Vereinsgremium mehr angehörte, blieb er auf Lebenszeit Ehrenpräsident der „Wolves“.